# Comuna de Grębów
Grębów (polaco: Gmina Grębów) é uma gminy (comuna) na Polónia, na voivodia de Subcarpácia e no condado de Tarnobrzeski. A sede do condado é a cidade de Grębów.
De acordo com os censos de 2005, a comuna tem 9818 habitantes, com uma densidade 52,7 hab/km².

## Área
Estende-se por uma área de 186,28 km², incluindo:
- área agricola: 47%
- área florestal: 34%

## Demografia
Dados de 30 de Junho 2004:
|                      | Total   | Total | Mulheres | Mulheres | Homens  | Homens |
| -------------------- | ------- | ----- | -------- | -------- | ------- | ------ |
|                      | pessoas | %     | pessoas  | %        | pessoas | %      |
| População            | 9666    | 100   | 4902     | 50,7     | 4764    | 49,3   |
| Densidade (pop./km²) | 51,9    | 100   | 26,3     | 26,3     | 25,6    | 25,6   |

De acordo com dados de 2005, o rendimento médio per capita ascendia a 1740,93 zł.

## Comunas vizinhas
- Bojanów, Gorzyce, Nowa Dęba, Stalowa Wola, Tarnobrzeg, Zaleszany